# Округ Јунион (Ајова)
Округ Јунион (енгл. Union County) је округ у америчкој савезној држави Ајова.

## Демографија
По попису из 2010. године број становника је 12.534, што је 225 (1,8%) становника више него 2000. године.
| Група             | 2000.          | 2010.          |
| Белци             | 12.044 (97,8%) | 12.029 (96,0%) |
| Афроамериканци    | 28 (0,2%)      | 89 (0,7%)      |
| Азијати           | 31 (0,3%)      | 60 (0,5%)      |
| Хиспаноамериканци | 125 (1,0%)     | 225 (1,8%)     |
| Укупно            | 12.309         | 12.534         |